# Dwulitrowy Rajdowy Puchar Świata 1996
Dwulitrowy Rajdowy Puchar Świata 1996 – czwarty sezon z cyklu Dwulitrowy Rajdowy Puchar Świata dla samochodów dwulitrowych i mniejszych, odbywający się równolegle z Rajdowymi Mistrzostwami Świata w roku 1996 pod patronatem FIA. W tym sezonie do pucharu zaliczano osiem rajdów, a rajdy Monte Carlo, Portugalii, Korsyki, Nowej Zelandii i Wielkiej Brytanii były zaliczane tylko do rund 2L WRC. W tym roku w cyklu wzięło udział dwadzieścia marek, a Seat zdobył swój pierwszy z trzech tytułów.

## Kalendarz[1]
| Runda | Data            | Nazwa rajdu            | Zwycięzca         | Wyniki                     |
| ----- | --------------- | ---------------------- | ----------------- | -------------------------- |
| 1     | 22–26 stycznia  | Rajd Monte Carlo       | François Delecour | 63. Rajd Monte Carlo       |
| 2     | 8-10 marca      | Rajd Portugalii        | Jesús Puras       | 29. Rajd Portugalii        |
| 3     | 3–5 maja        | Rajd Francji           | Philippe Bugalski | 39. Rajd Francji           |
| 4     | 7-9 lipca       | Rajd Argentyny         | Gabriel Raies     | 15. Rajd Argentyny         |
| 5     | 27–30 lipca     | Rajd Nowej Zelandii    | Emil Triner       | 26. Rajd Nowej Zelandii    |
| 6     | 13-16 września  | Rajd Australii         | Pavel Sibera      | 9. Rajd Australii          |
| 7     | 4-6 listopada   | Rajd Hiszpanii         | Oriol Gómez Marco | 32. Rajd Hiszpanii         |
| 8     | 23-25 listopada | Rajd Wielkiej Brytanii | Stig Blomqvist    | 52. Rajd Wielkiej Brytanii |

## Klasyfikacja końcowa producentów[2]
| Msc. | Producent             | Punkty |
| ---- | --------------------- | ------ |
| 1    | SEAT                  | 274    |
| 2    | Renault               | 265    |
| 3    | Skoda                 | 264    |
| 4    | Peugeot               | 168    |
| 5    | General Motors Europe | 103    |
| 6    | Suzuki                | 52     |
| 7    | Hyundai               | 52     |
| 8    | Daihatsu              | 50     |
| 9    | Honda                 | 43     |
| 10   | Nissan                | 42     |